# 弗里特林根
弗里特林根是德国巴登-符腾堡州的一个市镇。总面积8.79平方公里，总人口2146人，其中男性1088人，女性1058人（2011年12月31日），人口密度244人/平方公里。